# Celio Secondo Curione

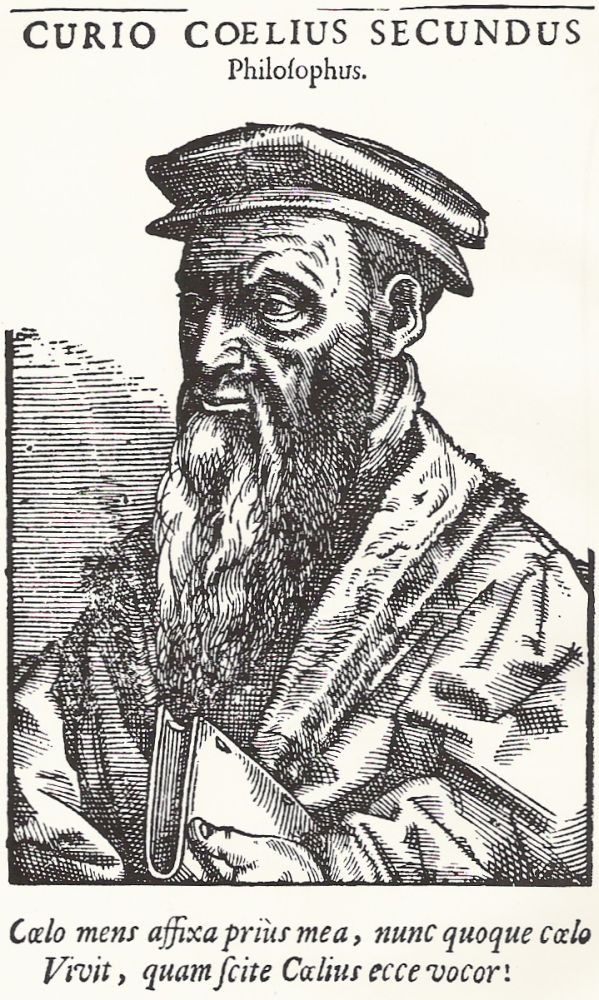
Celio Secondo Curione (1503–1569)

Celio Secondo Curione (Cirié, 1 mei 1503 – Bazel, 24 november 1569) was hoogleraar in de retorica, humanist en protestantse theoloog van Italiaanse oorsprong. Hij publiceerde theologische geschriften, waaronder over de predestinatieleer, die hij afwees; hij was van mening dat een leven volgens natuurrecht zelfs voor niet-christenen tot verlossing kon leiden. Zijn opvattingen waren over het algemeen tolerant van aard.

## Levensloop
Celio Secondo Curione werd op 1 mei 1503 geboren in Cirié bij Turijn, in de Piemonte. Hij was de jongste van de 23 kinderen van Jacomino Curione, een telg uit een adellijke Piemontese familie die werkte als bestuursambtenaar in Moncalieri. Zijn moeder, Charlotte de Montrotier, stierf bij zijn geboorte. Celio groeide op in Moncalieri, bij zijn vader, totdat die in 1511 stierf. Daarna nam zijn tante Maddalena hem als negenjarige in huis, in Turijn. Er zijn aanwijzingen dat de familie Curione op zijn minst bekend was met het gedachtegoed van de Waldenzen, die in de voorgaande eeuwen hun toevlucht hadden gezocht in de bergachtige streken van de Piemonte om vervolging elders te ontkomen.
Curone studeerde retorica, poëtica, geschiedenis en rechten aan de Universiteit van Turijn. Lezing van de Brieven van Paulus inspireerde hem om kennis te nemen van de inzichten van Maarten Luther, Desiderius Erasmus, Ulrich Zwingli, and Philip Melanchthon. Hij besloot om met een paar vrienden naar Duitsland te reizen, om kennis te maken met de Duitse reformatoren, maar onderweg werd hij gearresteerd, op verdenking van ketterij, en hij belandde twee maanden in de gevangenis. Na zijn vrijlating stuurde zijn familie hem naar de Abdij Fruttuaria bij San Benigno Canavese om af te komen van zijn ketterse inzichten. Vergeefs, want Curione bleef volharden in zijn rebellie, en werd weggestuurd. Hij vervolgde zijn studie aan de Universiteit van Milaan, waar hij later ook ging lesgeven en trouwde met Margherita Bianca Isacchi.
Van 1533 tot 1536 gaf Curione les in Casale Monferrato, waar hij vriendschap sloot met de reformator Fulvio Morato. Vervolgens trok hij naar Turijn, waar hij aanspraak probeerde te maken op zijn erfenis. In Turijn werd hij opnieuw gearresteerd wegens ketterse inzichten. Hij ontsnapte uit de gevangenis en vluchtte naar Salò. Vanaf 1538 ging hij lesgeven aan de Universiteit van Pavia. Arrestatie dreigde voortdurend, waardoor hij vervolgens vluchtte naar Venetië en werd opgenomen door Renate van Frankrijk, Hertogin van Ferrara, waar hij les gaf aan Morato's dochter, Olympia Fulvia Morata (1526–1555). Na haar dood zou Curione haar werken uitgeven. In 1541 kon Curione gaan lesgeven in Lucca, een republiek die zich tijdelijk aan het Pauselijke gezag had onttrokken. Rome zat echter achter hem aan, en na een kort verblijf in Pisa zat er voor Curione niets anders op dan Italië te ontvluchten en de wijk te nemen naar Zwitserland, waar hij een aanstelling kreeg als rector van een latijnse school in Lausanne. Daar werd hij echter in 1546 ontslagen, wegens een affaire met een studente. Met hulp van de hoogleraar Martin Cellarius en de uitgever Johann Froben werd Curione vervolgens in 1547 aangesteld als hoogleraar in de retorica aan de Universiteit van Bazel, waar hij de rest van zijn leven zou blijven.
Dankzij zijn uitgaven over retorica, geschiedenis en zijn kennis van het humanisme werd Curione in Bazel een beroemdheid. Dankzij hem trok de universiteit nieuwe studenten aan, waaronder veel Italianen. Hij kreeg verleidelijke aanbiedingen van de Prins van Transsylvanië, Keizer Maximiliaan II en van de Hertog van Savoye. De Paus beloofde hem amnestie als hij zou terugkeren naar de moederkerk en zich voortaan afzijdig zou houden van religieuze kwesties. Maar Curione had geen belangstelling meer om zich in nieuwe avonturen te storten.
Drie van Curiones dochters en zijn zoon Orazio kwamen om bij de pestepidemie van 1564. Zijn zoon Agostino ging net als zijn vader retorica doceren aan de Universiteit van Bazel, maar stierf al als 28-jarige in 1566. Curione zelf stierf drie jaar later, in 1569, in Bazel. De enige zoon die hem overleefde, Leone, schreef een korte biografie over zijn vader.

## Opvattingen
Vanuit protestants perspectief waren de leerstellingen van Curione betrekkelijk orthodox. Van de vier theologische geschriften die hij in 1544 publiceerde was alleen de laatste, over het Evangelie van Johannes enigszins controversieel; de rest strookte grotendeels met de pauselijke opvattingen. Zijn publicatie Christianae religionis institutio uit 1549 zorgde ook voor weinig gefrons uit Rome, behalve dat hij geen melding maakte van de Heilige Drie-eenheid. Het werk dat Curione nog het meest in de problemen zou brengen, was De amplitudine beati regni dei (1554). Hierin keerde hij zich tegen de leerstelling van de Predestinatie. Curione was van opvatting dat een leven volgens Natuurrecht al genoeg zou moeten zijn om te worden uitverkoren, zelfs zonder zich te hoeven bekeren tot het Christendom. Voor zijn tijd was vooral dat laatste een revolutionaire opvatting, waarmee hij ook inging tegen de heersende leer onder de protestanten.
Toen in 1553 in Genève op last van Johannes Calvijn de protestantse geleerde Michael Servet werd geëxecuteerd op de brandstapel, wegens ketterij tegen de leerstellingen van Calvijn, veroorzaakte dat grote ophef in protestantse kringen. De calvinisten hadden echter veel macht in protestants Europa, ook in Bazel; openlijk verzet zou onvermijdelijk leiden tot wraak van de Calvinisten. Er werd anoniem een satirisch vers gepubliceerd, "Epitaphium Michaelis Serveti, en Curione werd ervan verdacht de schrijver te zijn, wat hij ontkende. Dat Curione geschokt was over de executie van Servet staat echter wel vast, want hij hielp zijn collega Sebastian Castellio bij diens in 1554 onder pseudoniem gepubliceerde De haereticis, an sint persequendi, een verzameling citaten van kerkvaders, theologen en humanisten waarin religieuze tolerantie werd bepleit. Ook een passage uit Curiones publicatie uit 1550 werd in de bloemlezing opgenomen, Pro vera et antiqua Ecclesiae Christi autoritate in A. Florebellum Mutinensem Oratio.
De Nederlandse wederdoper David Joris, vervolgd wegens ketterij, vluchtte in 1544 naar Bazel. Ook onder de Bazelse protestanten was hij een controversiële figuur; openlijke omgang met Joris zou onvermijdelijk leiden tot aantijgingen. Curiones aartsvijand, de Istrisch-Venetiaanse reformator Pier Paolo Vergerio (1498–1556) betichtte in 1553 Curione ervan zich te hebben laten wederdopen. Curione verklaarde dat hij geen tegenstander was van volwassenendoop, maar dat hij kritiek had op het anabaptisme. Toen de Universiteit van Bazel in 1559 bijeenkwam om David Joris postuum te veroordelen waren zowel Curione als Castellio absent. Curione publiceerde pas in 1559 zijn genuanceerde opvattingen in zijn geschrift Davidis Georgii Holandi haeresiarchae vita & doctrina : quandiu Basileae fuit.

## Publicaties (selectie)
- Aranei Encomion. Venetië, 1540. gedigitaliseerd
- Aranaeus, seu De Providentia Dei, met De Immortalitate Animorum en andere korte tractaten. Bazel, 1544. gedigitaliseerd
- Pasquillus Extaticus et Marphorius, in Pasquillorum Tomi Duo, II, pp. 426-529 gedigitaliseerd. Bazel, 1544. Pasquillus Ecstaticus (separate publicatie), Geneva 1544, gedigitaliseerd
- Pro Vera et Antiqua Ecclesiae Christi Autoritate, Bazel, 1547. gedigitaliseerd
- Selectarvm Epistolarum Libri duo, Bazel, 1553. gedigitaliseerd
- De Amplitudine Beati Regni Dei, Bazel, (Poschiavo?) 1554. gedigitaliseerd
- Schola, sive De Perfecto Grammatico, met De Liberis Honeste et Pie Educandis. Bazel, 1555. gedigitaliseerd
- Davidis Georgii Holandi haeresiarchae vita & doctrina : quandiu Basileae fuit: tum quid post eius mortem, cum cadavere, libris, ac reliqua eius familia actum sit, per rectorem et Aacademiam Basilien. ... conscripta, Bazel, 1559
- De Bello Melitensi Historia Nova. Bazel 1567. gedigitaliseerd
  - (dt.) Neuwe unnd warhafftige Historien, von dem erschröcklichen Krieg so der Türckisch Keyser Solyman wider die Ritter von Jerusalem, in der Inseln Malta kürtzlich gefüret hat. Bazel, 1567.
- De Historia Legenda Sententia ad Basilium Amerbachium. Bazel, 1576.